# Tipula (Eumicrotipula) pallidisignata salutatoria
Tipula (Eumicrotipula) pallidisignata salutatoria is een ondersoort van de tweevleugelige Tipula (Eumicrotipula) pallidisignata uit de familie langpootmuggen (Tipulidae). De ondersoort komt voor in het Neotropisch gebied.